# Aïn Hessania
Aïn Hessania (arabisch: هواري بومدين) ist eine algerische Gemeinde in der Provinz Guelma mit 6.371 Einwohnern. (Stand: 1998)

## Geographie
Aïn Hessania wird umgeben von Hammam Debagh im Norden, von Ben Djarah im Osten und von Salaoua Announa im Südwesten.